# Ferapontievca, Găgăuzia
Ferapontievca (în găgăuză Parapontika, în rusă Ферапонтьевка) este un sat în Unitatea Teritorială Administrativă Găgăuzia, Republica Moldova.

## Demografie

### Structura etnică
Structura etnică a localității conform recensământului populației din 2004:
| Grup etnic                    | Populație | % Procentaj |
| ----------------------------- | --------- | ----------- |
| Ucraineni                     | 583       | 57,84%      |
| Găgăuzi                       | 282       | 27,98%      |
| Ruși                          | 60        | 5,95%       |
| Băștinași declarați Moldoveni | 59        | 5,85%       |
| Bulgari                       | 17        | 1,69%       |
| Țigani                        | 3         | 0,30%       |
| Alții                         | 4         | 0,40%       |
| Total                         | 1008      |             |

## Administrație și politică
Componența Consiliului local Ferapontievca (9 consilieri), ales la 5 noiembrie 2023, este următoarea:
|  | Partid                                       | Consilieri | Componență | Componență | Componență |
|  | -------------------------------------------- | ---------- | ---------- | ---------- | ---------- |
|  | Partidul Comuniștilor din Republica Moldova  | 3          |            |            |            |
|  | Partidul Socialiștilor din Republica Moldova | 2          |            |            |            |
|  | Partidul „Bugeacul Nostru”                   | 1          |            |            |            |
|  | Candidat independent TATIANA JERNOVAIA       | 1          |            |            |            |
|  | Partidul „Renaștere”                         | 1          |            |            |            |
|  | Candidat independent VEACESLAV SUHIN         | 1          |            |            |            |